# Carlo Colonna
Carlo Colonna (né le 17 novembre 1665 à Rome,  alors  la capitale des États pontificaux, et mort le 8 juillet 1739 dans la même ville) est un cardinal italien du XVIIIe siècle.  
Sa mère est une nièce du cardinal Jules Mazarin. 
Il est un grand-oncle des cardinaux Marcantonio Colonna, iuniore (1759) et Pietro Colonna Pamphilj (1766). Les autres cardinaux de la famille Colonna sont Giovanni Colonna (1212), Giacomo Colonna (1278), Pietro Colonna (1288), Giovanni Colonna (1327), Agapito Colonna (1378), Stefano Colonna (1378), Oddone Colonna (1405) (le futur pape Martin V), Prospero Colonna (1426), Giovanni Colonna (1480), Marco Antonio Colonna, seniore (1565), Ascanio Colonna (1586, Girolamo Colonna (1627), Prospero Colonna(1739), Girolamo Colonna di Sciarra (1743) et Prospero Colonna di Sciarra (1743).

## Biographie
Carlo Colonna  est protonotaire apostolique, référendaire du tribunal suprême de la Signature apostolique et préfet du Palais apostolique.
Le pape Clément XI le crée cardinal lors du consistoire du 17 mai 1706. 
Le cardinal Colonna participe au conclave de 1721, lors duquel Innocent XIII est élu pape, à ceux de 1724 (élection de Benoît XIII) et de 1730 (élection de Clément XII). Il est l'un des premiers mécènes du compositeur Georg Friedrich Haendel.